# 陳冠宇
陳 冠宇（チェン・グァンユウ、1990年10月29日 - ）は、台湾の台北県出身のプロ野球選手（投手）。左投左打。CPBLの楽天モンキーズ所属。千葉ロッテマリーンズでの登録名は「チェン・グァンユウ」。

## 経歴

### プロ入り前
台湾台北県（現在：新北市）出身。穀保高級家事商業職業学校から、国立体育大学に進学。
2010年の春季リーグでは、先発6試合を含む7試合に登板し、5勝、防御率0.00を記録。さらに、チャイニーズタイペイ代表として同年の世界大学野球選手権大会や広州アジア大会にも出場した。

### 横浜・DeNA時代

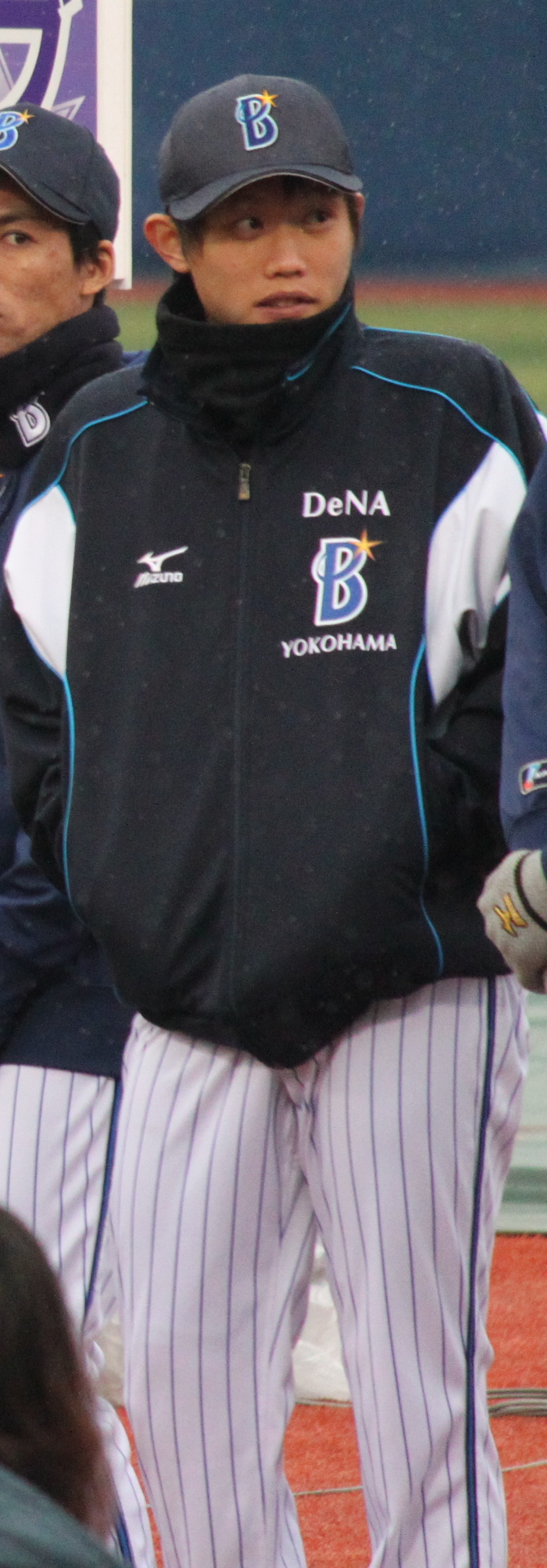
横浜DeNAベイスターズ時代
(2012年11月23日)

2011年2月7日に横浜ベイスターズが獲得を発表。シーズン中は、大学を休学する。
2012年1月24日に自由契約公示されたが、1月25日に育成選手として契約を結ぶことが発表された。8月にトミー・ジョン手術を受け、この年は公式戦の登板はなかった。10月31日、自由契約公示されたが、11月9日に再契約した。
2013年は育成選手の規約に基づき、10月31日自由契約公示された。後に育成として再契約。
2014年7月11日、支配下契約され、背番号は118から59へ変更された。支配下登録から5日後の7月16日の対広島戦（MAZDA Zoom-Zoom スタジアム広島）で一軍初登板・初先発。しかし、味方の失策に加え、キラ・カアイフエとブラッド・エルドレッドに本塁打を浴びるなど、2回1/3を投げて4失点（自責点3）でKOされた。チームは敗れたものの、陳が降板後に一度、広島に追いついたため、陳に勝敗はつかなかった。翌日、登録を抹消され二軍に落ちた。9月、仁川アジア大会野球チャイニーズタイペイ代表に選出され、2試合に登板し決勝の韓国戦では敗戦投手となった。10月27日に球団から戦力外通告を受けた。12月2日、自由契約公示された。

### ロッテ時代
2014年11月に千葉ロッテマリーンズの鴨川キャンプに2日間参加。入団テストを兼ねたシートバッティングの登板で好投(3回無失点)を見せ、12月25日には入団が正式に発表された。背番号は49で、登録名はカタカナ表記のチェン・グァンユウ。
2015年は来日後初めて開幕を一軍で迎えると、福岡ソフトバンクホークスとの開幕カード第2戦（3月28日・福岡ヤフオクドーム）で移籍後先発。一軍公式戦では、6月10日の対中日ドラゴンズ戦（QVCマリンフィールド）で来日初勝利を挙げたことを皮切りに、左の先発要員として14試合の登板で5勝4敗、防御率3.23という成績を残した。特に、9月は5試合に登板して26投球回・3勝0敗・防御率1.04と好調であり、月間MVP候補選手となった。さらに、チームのシーズン3位で迎えたポストシーズンでは、北海道日本ハムファイターズとのクライマックスシリーズ　ファーストステージ第2戦（10月11日・札幌ドーム）の先発に抜擢。勝敗は付かなかったものの、同郷の陽岱鋼から3打席連続三振を奪うなど、5回を投げて1失点に抑えた。さらに、シリーズ終了後に台湾へ帰郷すると、国立体育大学を卒業。
オフの9月30日に2015 WBSCプレミア12 チャイニーズタイペイ代表に選出された。同大会では初戦のオランダ戦に先発登板したが、相手打線を抑えきれず二回で降板した。カナダ戦には中継ぎで登板したがまたも相手打線に捕まってしまう結果に終わった。
2016年は契約期間の1年延長（推定年俸1700万円）と、交際6年目の台北市在住の銀行員の女性との結婚を1月6日に発表した。
2017年開幕前の1月23日に2017 ワールド・ベースボール・クラシック・チャイニーズタイペイ代表に選出された。同大会では1戦目のイスラエル戦で2番手に登板したが本塁打を打たれて流れを作れず、3戦目の韓国戦では先発登板したが打たれ、負傷もあって二回途中で降板になる結果に終わった。この年ロッテは最下位に沈むも、チェン自身は防御率3.29をマーク。先発としては炎上する試合も目立ったが、中継ぎとしては防御率1点台をマークする活躍を見せた。なお、ロッテはこの年、在籍していた外国人選手を軒並み解雇しているが、チェンだけが残留した。オフの10月11日に2017 アジア プロ野球チャンピオンシップ チャイニーズタイペイ代表に選出された。
2018年は主に中継ぎで24試合に出場。先発試合でのKO劇の影響もあり通算防御率は3.92に留まるも、中継ぎでの防御率は1点台をマーク。シーズン終盤には負傷により緊急降板したマイク・ボルシンガーに代わり5回無失点の好投を見せチームを勝利に導くなど、活躍が光った。8月には、第1子となる娘が誕生した。
2019年はリリーフで44試合に登板。同点、ビハインドの場面を中心に登板したが、時には勝利の方程式に組み込まれたり、ロングリリーフを任せられたりなどとユーティリティに起用された。防御率3.63と一年を通して安定したピッチングをした。オフには2019 WBSCプレミア12に出場し5試合を投げ無失点と活躍した。
2020年は引き続きリリーフとして起用され、19試合に登板した。球団は翌シーズンも契約を結ぶ方針で、12月2日に公示された契約保留選手名簿にも掲載されたが、12月11日、家庭の事情を理由にロッテを退団・日本球界を離れ母国台湾に戻ることが発表された。同日、契約保留権が放棄され、自由契約選手として公示された。

### 安永鮮物時代
2021年1月14日、台湾の強豪社会人チームである安永鮮物に入団することが発表された。例年6月下旬から7月上旬に行われるCPBLのドラフト会議までの一時的な入団となった。

### 楽天モンキーズ時代
2021年6月15日、CPBLの楽天モンキーズと練習生契約を結んだと発表された。7月12日に開催されたドラフト会議では楽天モンキーズから1位指名を受け、7月27日に正式契約を結んだ。8月9日に入団記者会見が行われ、2.5年契約、総額2100万台湾元（日本円で約8290万円）、月給70万台湾元、インセンティブ200万台湾元、背番号は12と発表された。下半期開幕戦となった同月24日の統一ライオンズ戦でCPBL初登板・初先発登板し、5回1/3を2失点にまとめるも勝敗はつかなかった。

## 選手としての特徴
スリークォーターから最速150km/hのストレートとカーブ・スライダー・シュート・フォーク・チェンジアップを投げる。中でも右打者の内角低めに決めるストレートが持ち味。牽制やフィールディングにも定評がある。

## 人物
愛称は「チェンチェン」。ロッテ時代にはお立ち台での決め台詞「チェンチェン大丈夫（全然大丈夫と自身の愛称をかけたもの）」が、ファンから人気を博した。なお、この決め台詞のオリジナルグッズ（フェイスタオル）もできた他、台湾帰国後は自身専用の応援コールとして現地のファンからも親しまれている。
普段は漫画『ONE PIECE』を読んで日本語を勉強している。また、ヒアリングは『ONE PIECEのテレビアニメ版を見て鍛えているという。悩みは『ONE PIECE』では敬語が出てこないため敬語が勉強できないこと。
同じ台湾出身で、国立体育大学OBでもある陳偉殷（チェン・ウェイン）とはシーズンオフに自主トレを共にするなどの交友があり、またチェン・ウェインを「憧れの存在」と語っている。なおチェン・ウェインは2020年のシーズン途中からロッテに加入し、チームメイトとなった。
プロ野球スピリッツAをプレイしており、アニバーサリー総選挙（各球団獲得票数が1位、2位の選手がサイン入りで登場する）では自身に投票を呼びかけ、登場させたことがある。

## 詳細情報

### 年度別投手成績
| 年 度     | 球 団     | 登 板 | 先 発 | 完 投 | 完 封 | 無 四 球 | 勝 利 | 敗 戦 | セ 丨 ブ | ホ 丨 ル ド | 勝 率 | 打 者 | 投 球 回 | 被 安 打 | 被 本 塁 打 | 与 四 球 | 敬 遠 | 与 死 球 | 奪 三 振 | 暴 投 | ボ 丨 ク | 失 点 | 自 責 点 | 防 御 率 | W H I P |
| --------- | --------- | ----- | ----- | ----- | ----- | -------- | ----- | ----- | -------- | ----------- | ----- | ----- | -------- | -------- | ----------- | -------- | ----- | -------- | -------- | ----- | -------- | ----- | -------- | -------- | ------- |
| 2014      | DeNA      | 1     | 1     | 0     | 0     | 0        | 0     | 0     | 0        | 0           | ----  | 14    | 2.1      | 5        | 2           | 2        | 0     | 0        | 3        | 0     | 0        | 4     | 3        | 11.57    | 3.00    |
| 2015      | ロッテ    | 14    | 13    | 0     | 0     | 0        | 5     | 4     | 0        | 0           | .556  | 259   | 61.1     | 61       | 4           | 23       | 0     | 2        | 47       | 2     | 0        | 24    | 22       | 3.23     | 1.37    |
| 2016      | ロッテ    | 7     | 4     | 0     | 0     | 0        | 1     | 1     | 0        | 0           | .500  | 104   | 24.2     | 25       | 3           | 10       | 0     | 0        | 23       | 2     | 0        | 14    | 11       | 4.01     | 1.42    |
| 2017      | ロッテ    | 27    | 8     | 0     | 0     | 0        | 3     | 4     | 0        | 4           | .429  | 270   | 63.0     | 56       | 5           | 32       | 0     | 0        | 59       | 5     | 0        | 26    | 23       | 3.29     | 1.40    |
| 2018      | ロッテ    | 24    | 2     | 0     | 0     | 0        | 0     | 1     | 0        | 1           | .000  | 178   | 41.1     | 40       | 6           | 20       | 0     | 0        | 27       | 0     | 0        | 20    | 18       | 3.92     | 1.45    |
| 2019      | ロッテ    | 44    | 0     | 0     | 0     | 0        | 1     | 1     | 0        | 5           | .500  | 253   | 57.0     | 54       | 2           | 27       | 3     | 2        | 45       | 2     | 0        | 28    | 23       | 3.63     | 1.42    |
| 2020      | ロッテ    | 19    | 0     | 0     | 0     | 0        | 1     | 0     | 0        | 2           | 1.000 | 89    | 19.2     | 20       | 1           | 13       | 1     | 0        | 12       | 0     | 0        | 8     | 7        | 3.20     | 1.68    |
| 2021      | 楽天(M)   | 21    | 6     | 0     | 0     | 0        | 1     | 5     | 0        | 1           | .167  | 231   | 48.1     | 58       | 8           | 24       | 0     | 4        | 42       | 3     | 0        | 39    | 35       | 6.52     | 1.70    |
| 2022      | 楽天(M)   | 23    | 6     | 0     | 0     | 0        | 2     | 1     | 0        | 1           | .667  | 238   | 55.2     | 53       | 1           | 16       | 0     | 3        | 57       | 2     | 0        | 21    | 19       | 3.07     | 1.24    |
| 2023      | 楽天(M)   | 41    | 0     | 0     | 0     | 0        | 1     | 1     | 2        | 12          | .500  | 155   | 39.0     | 34       | 4           | 11       | 1     | 1        | 33       | 1     | 0        | 17    | 16       | 3.69     | 1.26    |
| 2024      | 楽天(M)   | 54    | 0     | 0     | 0     | 0        | 1     | 4     | 1        | 26          | .200  | 211   | 50.1     | 40       | 0           | 16       | 2     | 4        | 44       | 1     | 0        | 15    | 11       | 1.97     | 1.11    |
| NPB：7年  | NPB：7年  | 136   | 28    | 0     | 0     | 0        | 11    | 11    | 0        | 12          | .500  | 1167  | 269.1    | 261      | 23          | 127      | 4     | 4        | 216      | 11    | 0        | 124   | 107      | 3.58     | 1.44    |
| CPBL：4年 | CPBL：4年 | 139   | 12    | 0     | 0     | 0        | 6     | 11    | 3        | 40          | .353  | 846   | 193.1    | 186      | 13          | 70       | 3     | 12       | 180      | 7     | 0        | 92    | 81       | 3.77     | 1.32    |

- 2024年度シーズン終了時

### 年度別守備成績
| 年 度 | 球 団  | 投手  | 投手  | 投手  | 投手  | 投手  | 投手     |
| 年 度 | 球 団  | 試 合 | 刺 殺 | 補 殺 | 失 策 | 併 殺 | 守 備 率 |
| ----- | ------ | ----- | ----- | ----- | ----- | ----- | -------- |
| 2014  | DeNA   | 1     | 0     | 2     | 0     | 0     | 1.000    |
| 2015  | ロッテ | 14    | 3     | 10    | 0     | 0     | 1.000    |
| 2016  | ロッテ | 7     | 2     | 4     | 0     | 0     | 1.000    |
| 2017  | ロッテ | 27    | 4     | 11    | 0     | 1     | 1.000    |
| 2018  | ロッテ | 24    | 3     | 7     | 1     | 0     | .909     |
| 2019  | ロッテ | 44    | 5     | 15    | 3     | 0     | .870     |
| 2020  | ロッテ | 19    | 1     | 8     | 0     | 1     | 1.000    |
| 2021  | 楽天   | 21    | 4     | 12    | 0     | 0     | 1.000    |
| 2022  | 楽天   | 23    | 1     | 7     | 0     | 0     | 1.000    |
| 2023  | 楽天   | 41    | 3     | 7     | 1     | 0     | .909     |
| 2024  | 楽天   | 54    | 0     | 16    | 0     | 2     | 1.000    |
| NPB   | NPB    | 136   | 18    | 57    | 4     | 2     | .949     |
| CPBL  | CPBL   | 139   | 8     | 142   | 1     | 2     | .993     |

- 2024年度シーズン終了時

### 記録
初記録

#### NPB
- 初登板・初先発登板：2014年7月16日、対広島東洋カープ15回戦（MAZDA Zoom-Zoom スタジアム広島）、2回1/3を4失点（自責点3）で勝敗つかず
- 初奪三振：同上、1回裏に丸佳浩から空振り三振
- 初勝利・初先発勝利：2015年6月10日、対中日ドラゴンズ2回戦（QVCマリンフィールド）、6回0/3を1失点
- 初ホールド：2017年8月11日、対東北楽天ゴールデンイーグルス17回戦（ZOZOマリンスタジアム）、6回表に2番手で救援登板、1回無失点

#### CPBL
- 初登板・初先発登板：2021年8月24日、対統一ライオンズ16回戦（桃園国際野球場）、5回1/3を2失点で勝敗つかず
- 初奪三振：2021年9月4日、対富邦ガーディアンズ17回戦（桃園国際野球場）、4回表に葉竹軒から見逃し三振

その他の記録
- オールスターゲーム出場：3回（2022年、2024年 - 2025年）

### 背番号
- 53（2011年）
- 118（2012年 - 2014年7月10日）
- 59（2014年7月11日 - 同年終了）
- 49（2015年 - 2020年）
  - 19（2015プレミア12）
  - 47（2017年WBC）
  - 17（2017アジアチャンピオンシップ、2019プレミア12、2023年WBC）
- 12（2021年 - 2023年）
- 17（2024年 - ）

### 登録名
- 陳 冠宇（チェン グァンユウ、2011年 - 2014年）
- チェン・グァンユウ（2015年 - 2020年）

### 登場曲
- 「Perfect HERO」Tom-H@ck featuring 大石昌良（2015年 - 2017年）
- 「Time Capsule」CLUTCHO（2018年 - 2020年）

### 代表歴
- 2010年世界大学野球選手権大会チャイニーズタイペイ代表
- 2010年アジア競技大会野球チャイニーズタイペイ代表
- 2014年アジア競技大会野球チャイニーズタイペイ代表
- 2015 WBSCプレミア12 チャイニーズタイペイ代表
- 2017 ワールド・ベースボール・クラシック・チャイニーズタイペイ代表
- 2017 アジア プロ野球チャンピオンシップ チャイニーズタイペイ代表
- 2019 WBSCプレミア12 チャイニーズタイペイ代表
- 2023 ワールド・ベースボール・クラシック・チャイニーズタイペイ代表